# Kuźniar
Kuźniar (forma żeńska: Kuźniar; liczba mnoga: Kuźniarowie) – polskie nazwisko. Na początku lat 90. XX wieku w Polsce nosiły je 2404 osoby.

## Znani Kuźniarowie
- Zdzisław Kuźniar (ur. 1931) – polski aktor
- Roman Kuźniar (ur. 1953) – polski politolog, dyplomata, profesor Uniwersytetu Warszawskiego
- Jarosław Kuźniar (ur. 1978) – polski dziennikarz telewizyjny i radiowy